# Альфред Дреггер
Альфред Дреггер (нім. Alfred Dregger; 10 грудня 1920, Мюнстер — 29 червня 2002, Фульда) — німецький консервативний політик, видатний діяч ХДС/ХСС. У 1956–1970 — обер-бургомістр Фульди. У 1972–1998 — депутат бундестагу, з 1977 по 1991 — голова фракції ХДС/ХСС. Лідер найбільш правого, консервативно-націоналістичного крила ХДС.

## Життєпис
Народився у сім'ї директора видавництва, одруженого з селянкою. Закінчивши середню школу у Верлі, у 1939 був призваний на службу до вермахту. У 1940 вступив до НСДАП. Учасник Другої світової війни, у званні капітана командував батальйоном. Військових злочинів Дреггер не скоював, до нацистських злочинців не зараховувався.
У 1946–1953 вивчав юриспруденцію і політологію у Тюбінгенському і Марбурзькому університетах. Захистив докторську дисертацію з господарського права. У 1954–1956 працював юрисконсультом Федерального союзу німецької промисловості та Спілки німецьких міст. Входив до ради директорів муніципальної енергетичної компанії Фульди. У 1956–1970 Альфред Дреггер був обер-бургомістром Фульди (на момент заняття посади — наймолодший у країні глава міської адміністрації).